# استان برناردینو بیلبائو
استان برناردینو بیلبائو (انگلیسی: Bernardino Bilbao Province) یکی از استان‌های بولیوی است که در شهرستان پوتوسی واقع شده‌است.